# (11227) Ksenborisova
(11227) Ksenborisova est un astéroïde de la ceinture principale.

## Description
(11227) Ksenborisova est un astéroïde de la ceinture principale. Il fut découvert le 10 mai 1999 à Socorro (Nouveau-Mexique) par le projet LINEAR. Il présente une orbite caractérisée par un demi-grand axe de 2,27 UA, une excentricité de 0,03 et une inclinaison de 3,6° par rapport à l'écliptique.

## Compléments